# Bertha Townsend
Bertha Louise Townsend Toulmin (ur. 7 marca 1869 w Filadelfii, zm. 12 maja 1909 w Haverford) – amerykańska tenisistka, zwyciężczyni mistrzostw USA.
Praworęczna Amerykanka była pierwszą tenisistką, której udało się obronić tytuł w mistrzostwach USA (obecnie US Open). W 1888 pokonała w finale (challenge round) obrończynię tytułu (zarazem pierwszą triumfatorkę turnieju w historii) Ellen Hansell 6:3, 6:5, a rok później, sama, korzystając z przywileju challenge round (dającego zwycięzcy prawo obrony tytułu w meczu z osobą wyłonioną w turnieju pretendentów), pokonała Lidę Vorhees 7:5, 6:3. W 1890 uległa w walce o tytuł Ellen Roosevelt 2:6, 2:6. W 1894, już jako mężatka, doszła do finału turnieju pretendentek (all comers), przegrywając z Helen Hellwig 2:6, 5:7 (Hellwig zdobyła następnie mistrzostwo USA, po pokonaniu w finale Aline Terry w pięciu setach). W swoim ostatnim występie w turnieju w 1895 Townsend była w półfinale turnieju pretendentek. Bilans jej startów w mistrzostwach USA to 8 wygranych meczów i 3 porażki.
Mistrzostwa USA wygrała również w deblu, w 1889 w parze z Margarette Ballard. Była to pierwsza edycja gry podwójnej kobiet na tym turnieju. Rok później w obronie tytułu Townsend i Ballard uległy siostrom Ellen i Grace Roosevelt. W 1974 Bertha Townsend została wpisana do Międzynarodowej Tenisowej Galerii Sławy.